# (400318) 2007 TU338
(400318) 2007 TU338 es un asteroide perteneciente al cinturón de asteroides, descubierto el 11 de octubre de 2007 por el equipo del Catalina Sky Survey desde el Catalina Sky Survey, Arizona, Estados Unidos.

## Designación y nombre
Designado provisionalmente como 2007 TU338.

## Características orbitales
2007 TU338 está situado a una distancia media del Sol de 2,420 ua, pudiendo alejarse hasta 2,987 ua y acercarse hasta 1,853 ua. Su excentricidad es 0,234 y la inclinación orbital 7,887 grados. Emplea 1375,54 días en completar una órbita alrededor del Sol.

## Características físicas
La magnitud absoluta de 2007 TU338 es 18,1.